# Kabinett Egede I
Das Kabinett Egede war die 25. Regierung Grönlands. Sie wurde nach der Parlamentswahl 2021 gebildet und bestand bis 2022.

## Entstehung und Bestehen
Bei der Parlamentswahl hatte die Inuit Ataqatigiit erstmals seit 2021 die meisten Stimmen erreicht. Damit oblag dem Parteivorsitzenden Múte B. Egede die Aufgabe, eine neue Regierung zu bilden. Er kündigte Gespräche mit allen Parteien an, die etwa bis zum 15. April andauern sollten. Die Naleraq zeigte sich offen für eine Zusammenarbeit, die eine knappe Mehrheit bedeuten würde. Am 9. April beendeten die Demokraatit die Gespräche mit der Inuit Ataqatigiit von ihrer Seite, während Siumut, Naleraq und Atassut diese weiterführten. Am 13. April beendete die Inuit Ataqatigiit die Gespräche mit der Siumut und verhandelte nunmehr nur mit den anderen beiden Parteien. Am 16. April gab Múte die Bildung einer neuen Koalition bekannt, die aus Inuit Ataqatigiit und Naleraq bestehen sollte. Die Atassut beschloss wegen der unterschiedlichen Haltung zur Unabhängigkeitsfrage, kein Teil der Koalition zu werden, erklärte sich aber bereit als Stützpartei zu fungieren, um die knappe Mehrheit der Koalition abzusichern. Die Regierung besteht aus zehn Ministern und wurde am 23. April bei der konstituierenden Sammlung des Inatsisartut offiziell gewählt.
Bereits am 18. Juni gab Eqaluk Høegh stressbedingt das Justizressort vorübergehend an Naaja H. Nathanielsen ab, bevor sie es am 6. August dauerhaft übernahm. Am 27. August trat Eqaluk Høegh endgültig zurück, wobei sein Ministerium vorübergehend an Mimi Karlsen überging.
Am 19. September erschien in der Berlingske ein Interview mit Pele Broberg, in dem dieser sagte, dass das Wort Rigsfællesskab abgeschafft werden sollte, weil es vortäuschen würde, dass Grönland und die Färöer mit Dänemark gleichgestellt wären, was aufgrund der laut ihm vorherrschenden neokolonialistischen Verhältnisse nicht zutreffend wäre. Zudem regte er an, dass man überlegen sollte, ob nicht nur der Teil der Bevölkerung, der von Inuit abstammt, bei einem Unabhängigkeitsreferendum abstimmungsberechtigt sein sollte. Múte B. Egede musste in einer Pressemitteilung Abstand von den Aussagen seines Ministers nehmen. Die Oppositionsparteien Siumut und Demokraatit verurteilten die Aussagen scharf, die laut Jens Frederik Nielsen in die Sowjetunion gehören. Auch die Atassut kritisierte Pele Broberg und drückte ihm das Misstrauen aus und forderte seine Absetzung.
Am 27. September kam es zu einer Umstrukturierung. Múte B. Egede übernahm die Ressorts Äußeres und Klima von Pele Broberg und zugleich wurde Paneeraq Olsen Nachfolgerin von Eqaluk Høegh ernannt, womit die Naleraq einen dritten Ministerposten erhielt.
Am 23. November trat Asii Chemnitz Narup zurück. Vorausgegangen war eine Kritik an ihrer Rolle als damalige Bürgermeisterin der Kommuneqarfik Sermersooq, die unter ihr begann private Wohnungen zu mieten, um sie mit Verlusten weiterzuvermieten. In der Folge kam es erneut zu einer größeren Umstrukturierung. Asii Chemnitz Narups Finanzressort wurde an Naaja H. Nathanielsen übergeben, deren Ressorts Wohnungswesen und Infrastruktur dafür an Mariane Paviasen gingen. Mimi Karlsen erhielt das Innenministerium von Asii Chemnitz Narup.
Am 24. November gab Aqqalu Jerimiassen bekannt, dass die Atassut nicht weiter als Stützpartei fungieren wird, womit die Mehrheit der Koalition im Parlament de facto auf einen Sitz herabschmolz.
Am 4. April 2022 gab Múte B. Egede die Auflösung der Koalition bekannt und präsentierte eine neue Koalition gemeinsam mit der Siumut. Zuvor hatte es verstärkt interne Meinungsdifferenzen und Uneinigkeiten bei der politischen Arbeit gegeben. Das neue Kabinett soll am 5. April vereidigt werden.

## Kabinett
| Minister              | Partei                                                                 | Partei            | Ministerium                                                                  | Anmerkung                  |
| --------------------- | ---------------------------------------------------------------------- | ----------------- | ---------------------------------------------------------------------------- | -------------------------- |
| Múte B. Egede         |                                                                        | Inuit Ataqatigiit | Regierungschef                                                               | bis zum 27. September 2021 |
| Múte B. Egede         | Regierungschef, Äußeres und Klima                                      | Inuit Ataqatigiit | ab dem 27. September 2021                                                    |                            |
| Pele Broberg          |                                                                        | Naleraq           | Äußeres, Handel, Klima und Erwerb                                            | bis zum 27. September 2021 |
| Pele Broberg          | Handel und Erwerb                                                      | Naleraq           | ab dem 27. September 2021                                                    |                            |
| Aqqaluaq B. Egede     |                                                                        | Inuit Ataqatigiit | Fischerei und Jagd                                                           |                            |
| Kirsten Fencker       |                                                                        | Naleraq           | Gesundheit                                                                   |                            |
| Eqaluk Høegh          |                                                                        | Inuit Ataqatigiit | Kinder, Jugendliche, Familie und Justiz                                      | bis zum 18. Juni 2021      |
| Eqaluk Høegh          | Kinder, Jugendliche und Familie                                        | Inuit Ataqatigiit | vom 18. Juni bis zum 27. August 2021 (bis zum 6. August 2021 interim)        |                            |
| Mimi Karlsen          |                                                                        | Inuit Ataqatigiit | Soziales und Arbeitsmarkt                                                    | bis zum 23. November 2021  |
| Mimi Karlsen          | Soziales, Arbeitsmarkt, Kinder, Jugendliche und Familie                | Inuit Ataqatigiit | vom 27. August bis zum 27. September 2021 (interim)                          |                            |
| Mimi Karlsen          | Soziales, Arbeitsmarkt und Inneres                                     | Inuit Ataqatigiit | ab dem 23. November 2021                                                     |                            |
| Kalistat Lund         |                                                                        | Inuit Ataqatigiit | Landwirtschaft, Selbstversorgung, Energie und Umwelt                         |                            |
| Asii Chemnitz Narup   |                                                                        | Inuit Ataqatigiit | Finanzen und Inneres                                                         | bis zum 23. November 2021  |
| Naaja H. Nathanielsen |                                                                        | Inuit Ataqatigiit | Wohnungswesen, Infrastruktur, Rohstoffe und Gleichberechtigung               | bis zum 18. Juni 2021      |
| Naaja H. Nathanielsen | Wohnungswesen, Infrastruktur, Rohstoffe, Gleichberechtigung und Justiz | Inuit Ataqatigiit | vom 18. Juni 2021 (bis zum 6. August 2021 interim) bis zum 23. November 2021 |                            |
| Naaja H. Nathanielsen | Finanzen, Rohstoffe, Gleichberechtigung und Justiz                     | Inuit Ataqatigiit | ab dem 23. November 2021                                                     |                            |
| Paneeraq Olsen        |                                                                        | Naleraq           | Kinder, Jugendliche und Familie                                              | ab dem 27. September 2021  |
| Peter Olsen           |                                                                        | Inuit Ataqatigiit | Bildung, Kultur, Sport und Kirche                                            |                            |
| Mariane Paviasen      |                                                                        | Inuit Ataqatigiit | Wohnungswesen und Infrastruktur                                              | ab dem 23. November 2021   |